# کلیسای پطروس-پوغوس مقدس (سوکار)
کلیسای پطروس-پوغوس مقدس (ارمنی: Սուրբ Պողոս-Պետրոս եկեղեցի) یک کلیسا متعلق به کلیسای حواری ارمنی واقع در شهر سوکار، استان تاووش ارمنستان می‌باشد. ساخت و ساز این ساختمان در سده ۱۴ام میلادی؛ به پایان رسید. این بنا به سبک معماری ارمنی طراحی شده است.